# 大羽芒萁
大羽芒萁（学名：Dicranopteris splendida）为里白科芒萁属下的一个种。